# Панська бандура
Панська бандура — гібрид народної бандури і торбана, що побутував у світському, переважно панському та міщанському середовищі. Панська бандура мала контргриф для додаткових басових струн, як це реалізовувалось на торбані, але, на відміну від нього, грали на панській бандурі, як на старосвітській, без контр-басів, не притискаючи струни до грифа. Окрім того, панську бандуру частіше робили довбаною (як народну бандуру), а не клепаною (як торбан). Як правило, на панських бандурах, відсутня на грифі накладка.
З появою хроматизованих бандур зі збільшеною кількістю струн панська бандура вийшла зі вжитку.

## Стрій
Стрій панської бандури був діатонічний, хоча відомі екземпляри, які піддалися частковій хроматизації в кінці XIX — поч. XX ст.
У колекції Музею Івана Гончара є кілька зразків хроматизованих бандур кін. XIX — поч. ХХ ст.: їх грифи мають подвійні, як у торбана, голівки, тому за всіма ознаками це панські бандури. Кілька панських бандур можна побачити і в Національному музеї народної архітектури та побуту України.